# Hřbitov Saints-Pères
Hřbitov Saints-Pères (tj. svatých otců), také známý jako cimetière de la Charité, je bývalý hřbitov, který se nacházel v Paříži na rue des Saints-Pères v dnešním 7. obvodu.

## Poloha
Hřbitov se nacházel v prostoru dnešního domu č. 30 na rue des Saints-Peres.

## Historie
Když byli v roce 1604 protestanti nuceni opustit svůj dosavadní hřbitov Saint-Germain, koupili od Joachima Meuriera, zlatnického mistra na ostrově Cité, obdélníkovou zahradu v rue des Saints-Pères. Tento pozemek o rozměrech 13x23 sáhů (tj. 24x42 m) přiléhal k návrší s mlýnem na Pré-aux-Clercs.
Pohřbívat se zde začalo 21. března 1604 a hřbitov protestanti využívali do odvolání ediktu z Nantes v roce 1685. Po tomto datu byl přidělen nemocnici Charité, která jej používala až do roku 1785, a přejmenoval se na hřbitov Charité. Na tomto hřbitově obehnaném třímetrovou zdí se konal v průměru jeden pohřeb denně. Hřbitov byl zrušen v roce 1785 stejně jako všechny hřbitovy intra muros, kdy byly na příkaz generálního inspektora lomů Charlese Axela Guillaumota přeneseny suché ostatky (tj. kosti, které se nalézaly v hromadných hrobech a hrobkách a v hloubce jeden a půl metru) do starých lomů přeměněných na katakomby.

## Pohřbené osobnosti
- Jacques II. Androuet du Cerceau († 1614)
- Barthélemy de Brosse, architekt
- Jacob Bunel († 1614)
- členové rodiny Caus
  - Isaac de Caus († 1648)
- členové rodiny Conrart
  - Valentine Conrart († 1675), architekt
- členové rodiny Duberceau
- členové rodiny Gobelins
- Členové rodiny La Planche
- Barthélemy Prieur († 1611), sochař
- členové rodiny Rambouillet
- Marthe Renaudot († 1639) manželka lékaře Théophrasta Renaudota
- Louis Testelin (1615-1655), malíř